# 葛岭

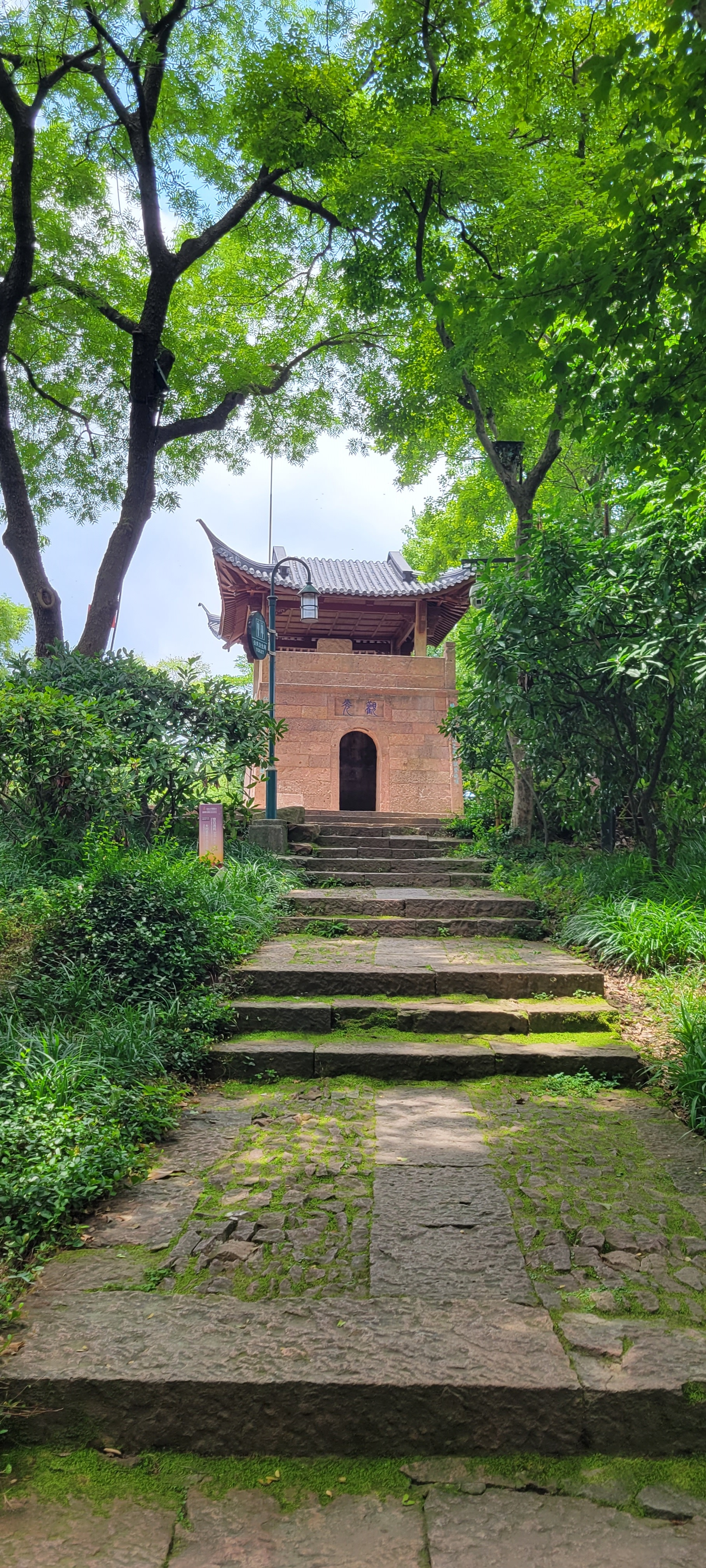
葛嶺初陽台

葛岭是浙江杭州西湖北侧的一座小山，高约160米，山岩由流纹岩组成，呈暗红色，南临西湖，东面是宝石山，西面是栖霞岭。相传葛岭为葛洪（284年－364年）炼丹著书之处，山上有抱朴道院和初阳台、抱朴庐、还丹古井等遗迹，初阳台是欣赏西湖美景的较好地点。

## 金石題刻

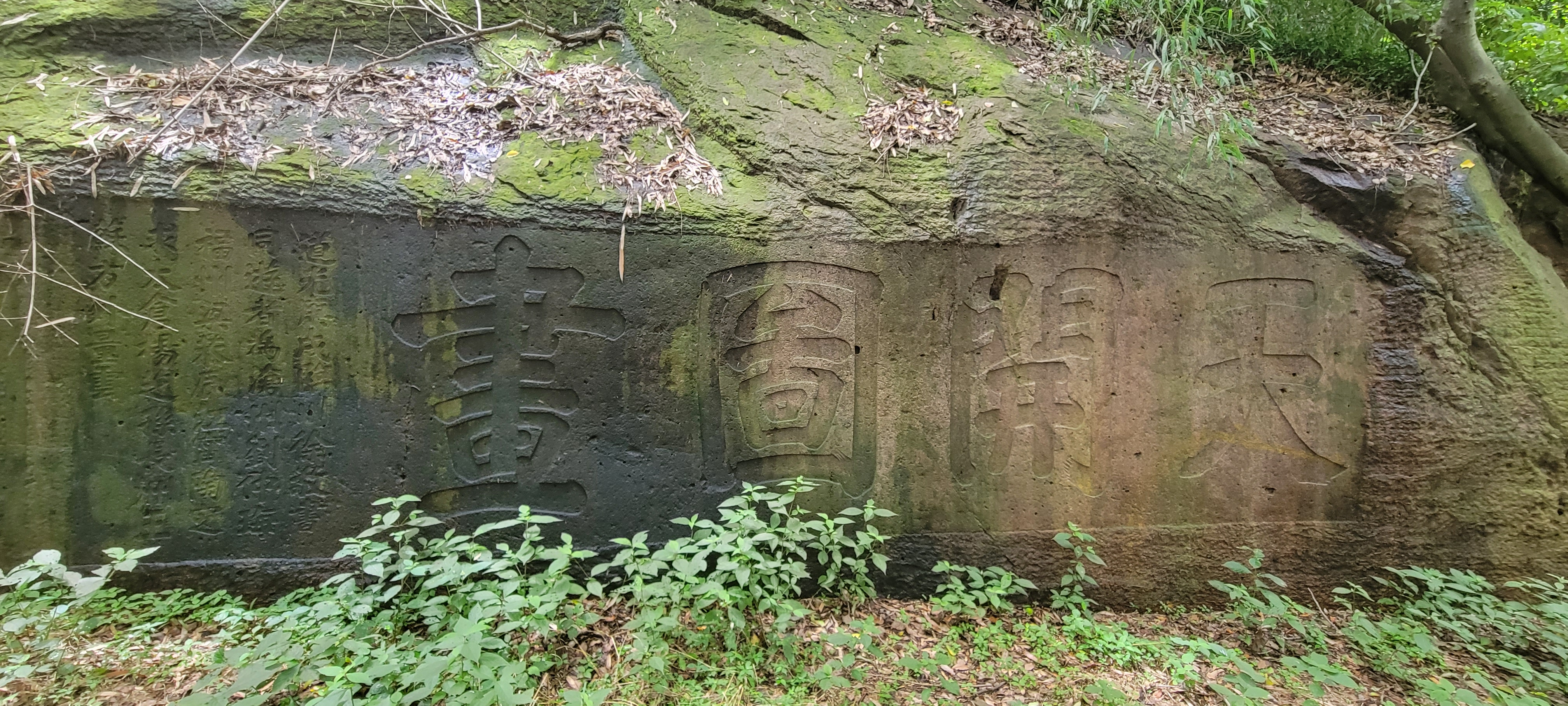
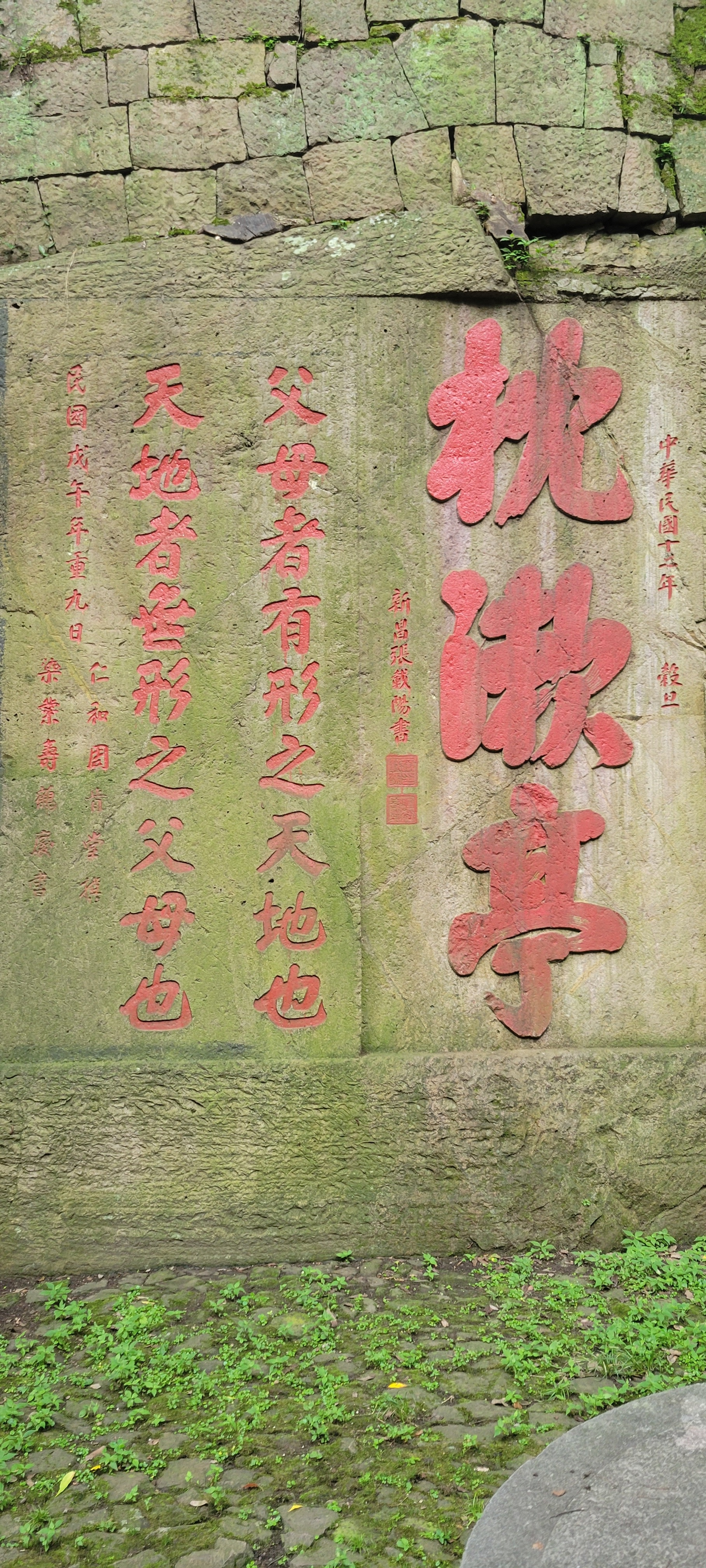